# طارق العشری
طارق العشری (عربی: طارق العشري؛ زادهٔ ۲۴ نوامبر ۱۹۶۴) بازیکن سابق و مربی فوتبال اهل مصر است.
وی همچنین در تیم ملی فوتبال مصر بازی کرده‌است.